# Дадашев, Фарид Гасан оглы
Фарид Гасан оглы Дадашев (азерб. Fərid Həsən oğlu Dadaşov; 12 января 1930, Баку, Азербайджанская ССР, СССР — 8 декабря 2021) — азербайджанский учёный, доктор геолого-минералогических наук, профессор, заслуженный деятель науки Азербайджана, Лауреат Государственной премии Азербайджана (2010).

## Биография
Фарид Дадашев родился 12 января 1930 года в городе Баку Азербайджанской ССР. В 1947 году поступил на геолого-разведочный факультет Азербайджанского индустриального института. Будучи студентом, за научно-исследовательскую работу «Геологическое строение Бакинского архипелага» был награждён похвальной грамотой МВО СССР. По окончании в 1952 году института решением Учёного совета был оставлен в аспирантуре при кафедре «Геология нефтяных месторождений», которую досрочно закончил, защитив кандидатскую диссертацию. В 1957 году был приглашен на работу в Институт геологии АН Азербайджана старшим научным сотрудником лаборатории «Геология нефтяных месторождений». С 1977 по 1984 года занимал должность заместителя директора по научной работе Института геологии АН Азербайджана.
С 1979 года Ф. Г. Дадашев является председателем и сопредседателем Специализированного совета при Институте геологии АН Азербайджана по присуждению докторских диссертаций. В 1970 году избран членом Учёного совета Института геологии. С 1994 года Ф. Г. Дадашев участвует в совместных работах с иностранными фирмами («Би-пи/Статойл», «Би-пи/Амоко», «Ховард энерджи», «Лазмо» и д.р.). В 1998 году Ф. Г. Дадашев был избран президентом Азербайджанского общества геологов-нефтяников, являющегося отделением Международной Американской ассоциации геологов-нефтяников.

## Научная деятельность
Дадашев Фарид Гасан оглы — заслуженный деятель науки, Лауреат Государственной премии Азербайджана, доктор геолого-минералогических наук, педагог, один из основоположников Бакинской школы геологов-газовиков, организатор науки и пропагандист научных знаний. По его инициативе в научно-исследовательские планы института геологии АН Азербайджана была включена тема «Газоносные площади Азербайджана», в которой были получены новые данные об углеводородных газах нефтегазовых месторождений и грязевых вулканах Азербайджана. Ф. Г. Дадашевым был разработан принципиально новый метод изучения газовых компонентов природной среды.
Фарид Дадашев — автор 350 научных работ, в числе которых 8 монографий, 4 карт с объяснительными записками, более 250 статей в зарубежных и местных изданиях, 4 авторских свидетельства и около 90 отчетов НИР.
Фарид Дадашев является одним из первооткрывателей морского нефтяного месторождения Гюняшли. Выявленные им на базе геохимических критериев зоны газонакопления подтвердились открытием крупных газоконденсатных месторождений Бахар, Булла-Дениз, Шах-Дениз и др.

## Награды и премии
Фарид Дадашев награждён юбилейной медалью «За доблестный труд» (1970), орденом «Знак почета» (1981). В 2008 году награждён орденом «Слава».  В 2010 году удостоен государственной премии Азербайджана.
Персональная пенсия Президента Азербайджанской Республики (14 декабря 2005 года) — за заслуги в развитии азербайджанской науки